# Aide en ligne
L'aide en ligne est le moyen de présenter une documentation consultable sur ordinateur. Elle est utilisée principalement pour aider à utiliser un logiciel ou un système d'exploitation, mais elle peut également présenter des informations sur tout autre sujet. Quand une section de l'aide en ligne est accessible facilement depuis la fonctionnalité d'un logiciel qu'elle concerne, elle est appelée aide contextuelle ou aide en ligne contextuelle.

## Formats d'aide en ligne
Les formats possibles d'affichage d'une aide en ligne sont les suivants :
- Adobe Portable Document Format (PDF)
- Hypertext Markup Language (HTML)
- Microsoft Assistance Markup Language (MAML)
- Microsoft WinHelp (.HLP)
- Microsoft Compressed HTML Help (.CHM)
- Microsoft Help 1.0 (format non maintenu)
- Microsoft Help 2.0 (format non maintenu)
- Mac OS Help (.HELP)
- Sun JavaHelp (.js)
- FlashHelp
- Oracle Help for Java
- XML

## Outils de conception d'une aide en ligne
Différents logiciels de conception d'une aide en ligne existent, notamment:
- HTML Help Workshop
- RoboHelp
- WebWorks
- MadCap Flare
- Help And Manual
- Help&Web
- Doc-To-Help
- ArchiDoc .net
- HTML Transit
- Adobe Acrobat Writer
- Logiciels de conception de sites HTML (Dreamweaver, WebExpert, etc.)
- Fly Help
- Fluid Topics